# Enrico Fonda
Pour les articles homonymes, voir Fonda.
Enrico Fonda, né le 8 novembre 1892 à Fiume (aujourd'hui Rijeka en Croatie) et mort le 4 février 1929 à Paris, est un peintre italien.

## Biographie
Enrico Fonda naît le 8 novembre 1892 à Fiume.
Jeune homme, il étudie aux académies des beaux-arts de Budapest et de Munich. Après la Première Guerre mondiale il visite Florence, où il étudie la peinture du groupe des Macchiaioli, et Venise, où il entre en contact avec l'école d'art Burano qui influence fortement son travail ultérieur. Il se concentre surtout sur les paysages de la région d'Istrie et commença à obtenir une reconnaissance positive de la critique d'art en 1920 lors des expositions de la Fondazione Bevilacqua La Masa. En 1924 il s'installe à Milan et entre en contact avec le mouvement Novecento Italiano participant à leur première exposition de groupe en 1926 avec des compositions d'une plus grande solidité. Ayant déménagé à Paris en 1927, il acquiert une connaissance beaucoup plus approfondie de l'œuvre de Paul Cézanne et de Pierre Bonnard et expose au Salon d'Automne, où le gouvernement français achète  Intérieur, œuvre maintenant exposée en permanence au Centre Pompidou. Deux ans plus tard il meurt à Paris d'une pneumonie.